# Премія імені Федора Нірода
Пре́мія і́мені Федора Нірода — щорічна Всеукраїнська театральна премія зі сценографії. Одна з 12 щорічних премій Національної спілки театральних діячів України

## Історія заснування премії
Премія імені Федора Нірода була започаткована Національною спілкою театральних діячів України 2007

## Положення про премію
Ця премія  присуджуватися  театральним художникам за найкраще художнє рішення і декораційне оформлення театрального проекту.

## Лауреати премії
- 2007 Валентин Карашевський, заслужений діяч мистецтв України, головний художник Національного центру театрального мистецтва імені Леся Курбаса.
- 2008 Тетяна Пасічник, головний художник та Аркадій Чадов, художник-постановник Харківського обласного театру для дітей та юнацтва.
- 2009 Емма Зайцева, заслужений діяч мистецтв України, головний художник Закарпатського українського музично-драматичного театру[1];
- 2010 Тадей Риндзак, народний художник України, головний художник Львівського національного академічного театру опери та балету ім. Соломії Крушельницької;
- 2011 Марія Ткаченко, художник-постановник Дніпропетровського молодіжного театру «Віримо!»;
- 2012 Тетяна Медвідь, заслужений діяч мистецтв України, головний художник Харківського державного академічного драматичного театру ім. Т. Г. Шевченка[2];
- 2013 Ярослав Данилів, головний художник Львівського академічного обласного музично-драматичного театру ім. Ю. Дрогобича[3];
- 2014 Андрій Романченко, головний художник Київського національного академічного театру оперети[4];
- 2015 Сергій Маслобойщиков, художник постановник Київський академічний театру на Подолі
- 2016 Сергій Ридванецький, головний художник Черкаського академічного обласного українського музично-драматичного театру ім. Т. Г. Шевченка[5];
- 2017 Олександр Абманов, художник-постановник Харківського театру для дітей та юнацтва[6]
- 2019 Станіслав Зайцев, головний художник Одеського академічного театру музичної комедії ім. М. Водяного[7]